# Anthemis microcephala
Anthemis microcephala là một loài thực vật có hoa trong họ Cúc. Loài này được (Schrenk) B.Fedtsch. mô tả khoa học đầu tiên năm 1915.